# تپه اویسنیچ
تپه اویسنیچ یا اوشناگ هیل (ایرلندی: Uisneach یا Cnoc Uisnigh) یک تپه و مکان تشریفاتی باستانی در بارونی راثکونراث در شهرستان وست میث، ایرلند است. این مکان یک اثر ملی حفاظت شده است. این بنا از بناهای تاریخی و کارهای خاکی متعدد - پیش از تاریخ و قرون وسطی - از جمله یک مقبره احتمالی مگالیتیک، تپه‌های تدفین، محوطه‌ها، سنگ‌های افراشته، چاه‌های مقدس و یک جاده قرون وسطایی تشکیل شده است. اویسنیچ نزدیک مرکز جغرافیایی ایرلند است و در اساطیر ایرلندی آن را مرکز نمادین و مقدس جزیره می‌دانستند. گفته می‌شود که این مکان محل دفن اسطوره ای Tuatha Dé Danann و محلی برای تجمع مرتبط با دروئیدها و جشنواره بلتانه بود.
ارتفاع قله ۱۸۲ متر (۵۹۷ فوت) بالاتر از سطح دریا و در شمال جاده R390 در ۸ کیلومتری شرق روستای بالیمور و در کنار روستای لافناولی قرار دارد. این تپه بخش‌هایی از چهار شهر مجاور را اشغال می‌کند.

## در ادامه مطلب
- Armao, Frederic (2022). Uisneach or the Center of Ireland. New York City: Routledge. ISBN 978-0-367-69770-9.
- Jestice, Phyllis G. (2000). Encyclopedia of Irish Spirituality. Santa Barbara, California: ABC-CLIO, Inc. ISBN 1-57607-146-4.
- MacKillop, James (1998). Dictionary of Celtic Mythology. New York City: Oxford University Press. ISBN 0-19-869157-2.